# مارك أندروز (مجدف)
مارك أندروز (بالإنجليزية: Mark Andrews)‏ هو مجدف بريطاني، ولد سنة 1959. حاز الميدالية الفضية في بطولة العالم للتجديف 1981 التي أقيمت في مدينة ميونخ.

## وصلات خارجية
- مارك أندروز على موقع الاتحاد الدولي للتجديف (الإنجليزية)